# Église Notre-Dame-des-Vertus de Paulhan
Pour les articles homonymes, voir Église Notre-Dame-des-Vertus.
L'église Notre-Dame-des-Vertus est une église romane située à Paulhan dans le département français de l'Hérault en région Occitanie.

## Localisation
L'église Notre-Dame-des-Vertus ne se dresse pas dans le centre-ville mais au nord de Paulhan, à l'entrée d'un cimetière situé à l'extrémité de la rue Notre-Dame.

## Historique
L'église Notre-Dame-des-Vertus située dans le cimetière de Paulhan a une très ancienne origine  : il en est fait mention dans un acte du 28 février 990. Elle est mentionnée alors sous le nom d'Ecclesia S. Marie de Pauliano.
L'église dépendait à cette époque de l abbaye de Saint Thibéry.
L'église actuelle est construite aux XIIe, XIIIe et XIVe siècles. 
Les travaux de construction de l'église commencent dans la seconde moitié du XIIe siècle, avec la nef. L'abside est achevée au XIIIe siècle. Un clocher carré est élevé au XIVe siècle au-dessus de la partie occidentale de la nef. Au XVIIIe siècle, un pavillon en coupole est érigé au-dessus du clocher carré, mais il s'écroule au XIXe siècle après un incendie et est remplacé par une lanterne octogonale en 1859.
Cette église, mentionnée sous le nom de Rectoria de Paolhano en 1323 et de Cure de Paulhan en 1760, était dans l'archiprêtré du Pouget et avait pour patrons B.M. Virtutum et Exaltatio S. Crucis.

## Statut patrimonial
Le chœur fait l'objet d'un classement au titre des monuments historiques depuis le 27 janvier 1987.

## Architecture

### Chevet
Au nord-est, vers le cimetière, l'église présente un chevet constitué d'une abside polygonale à sept pans édifiée en pierre de taille assemblée en grand appareil et marquée aux angles par de puissants contreforts.
Trois des pans de l'abside, terminée au XIIIe siècle, sont percés d'une baie cintrée à ébrasement simple et profond, tandis que d'autres pans sont aveugles.
L'abside est surmontée d'une corniche très saillante supportée par des modillons et est couverte de tuiles rouges.
Au-dessus de l'abside, le pignon terminé en gâble est percé d'un oculus.

### Façade méridionale
La courte nef, dont l'appareil est mélangé et sans ciment apparent, est flanquée de chaque côté par trois larges contreforts.
Au sud, coincé entre de puissants contreforts, la façade méridionale est percée d'un petit portail cintré à double ébrasement. Ce petit portail est situé plus bas que le niveau du sol et est protégé par un avant-corps composé d'un grand arc cintré en pierre de taille surmonté de moellons et couvert de tuiles rouges.
L'unique fenêtre de la petite nef est au midi. 

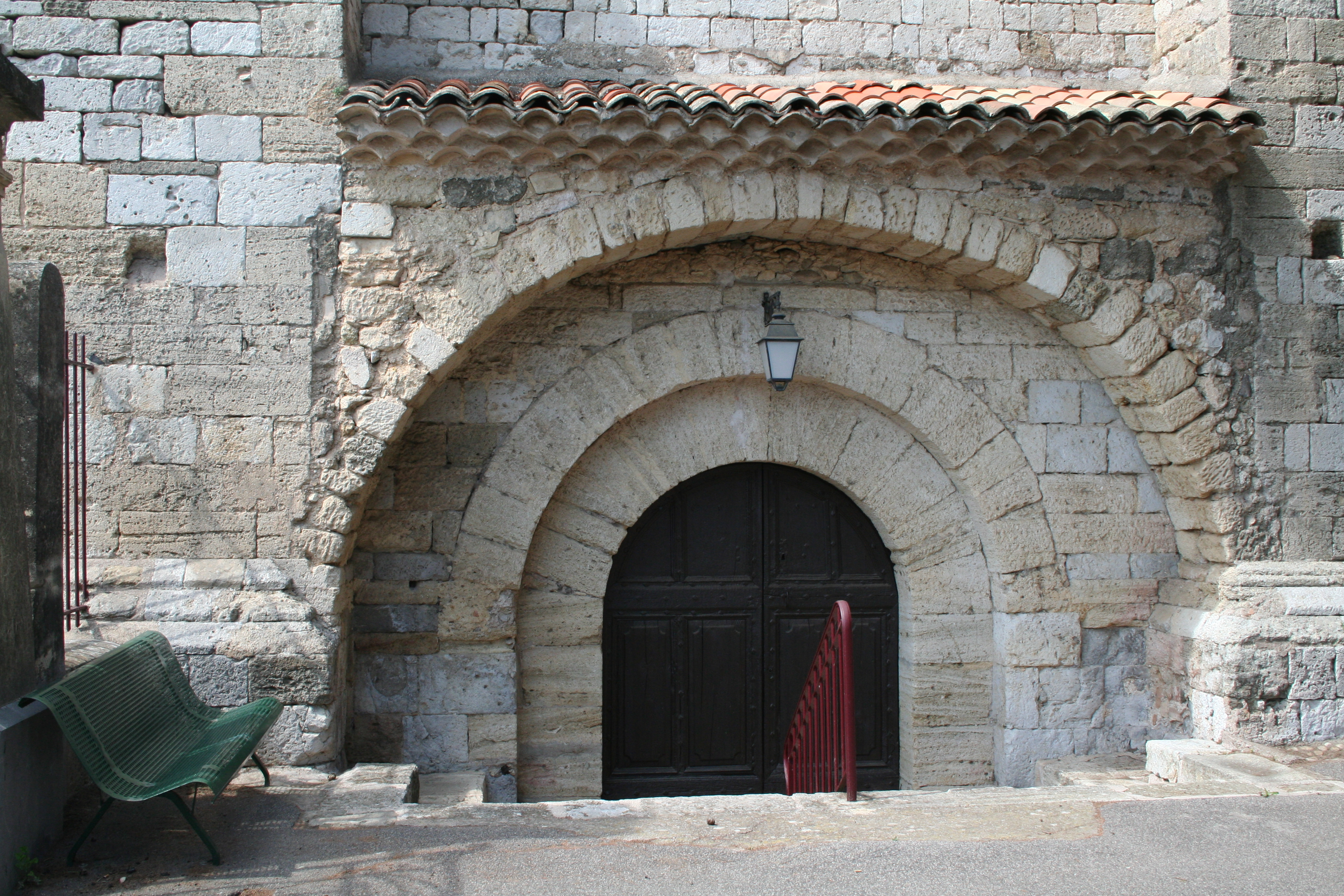
Le petit portail méridional.
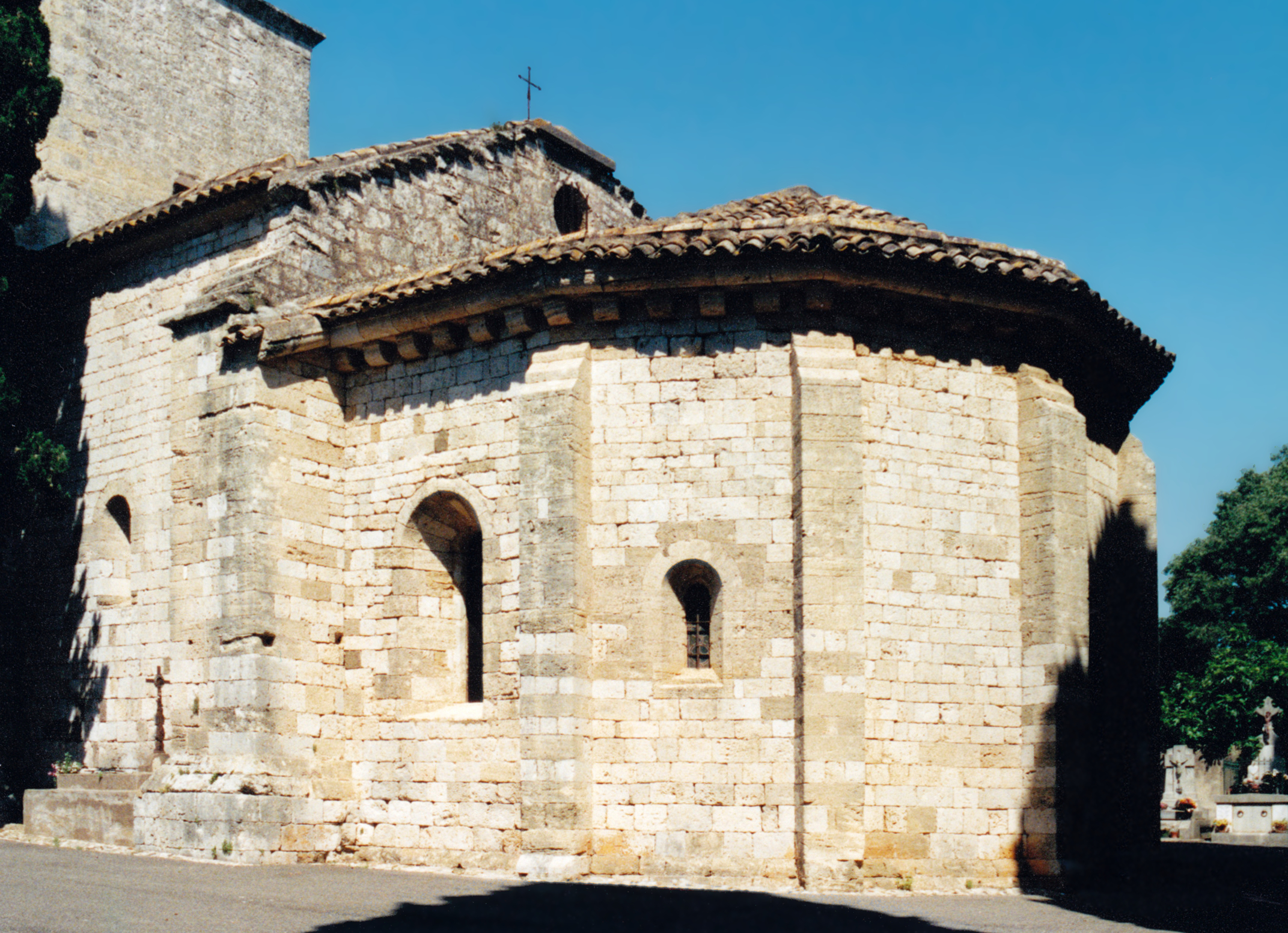
Le chevet polygonal, terminé au XIIIe siècle.

### Façade occidentale et clocher
À l'ouest, l'église présente une façade terminée par un gâble comme le pignon oriental, surmonté d'un clocher rectangulaire élevé au XIVe siècle et d'une lanterne octogonale datée de 1859,.